# Internationale Filmfestspiele von Cannes/Goldene Palme – Bester Kurzfilm

Logo der Filmfestspiele

Mit der Goldenen Palme für den besten Kurzfilm (Palme d’or du court métrage) wird bei den jährlich veranstalteten Filmfestspielen von Cannes der beste Kurzfilm im Wettbewerb prämiert. Die Bezeichnung existiert seit 1955, zuvor war die Goldene Palme, wie auch von 1964 bis 1974, unter dem Namen „Großer Preis der Internationalen Filmfestspiele“ (Grand Prix du Festival International du Film beziehungsweise Grand Prix) bekannt. Das Motiv wurde wie der Goldene Löwe der Filmfestspiele von Venedig oder der Goldene Bär der Berlinale aus dem Stadtwappen Cannes entnommen. Über die Vergabe des Preises, der dem Gewinner in Form einer Urkunde überreicht wird, stimmt eine eigens einberufene Kurzfilmjury ab, die sich meist aus internationalen Filmschaffenden zusammensetzt.

## Preisträger
Am häufigsten mit der Goldenen Palme für den besten Kurzfilm ausgezeichnet wurden die Werke französischer Regisseure (13 Siege), gefolgt von ihren Kollegen aus Ungarn (5) und den USA (je 4). Zweimal war der Franzose Albert Lamorisse (1953 und 1956) erfolgreich. Die bisher einzige Filmemacherin die sowohl die Goldene Palme für den besten Kurzfilm als auch für den besten Spielfilm gewinnen konnte, ist die Neuseeländerin Jane Campion. Sie triumphierte 1986 mit dem neunminütigen An Exercise in Discipline – Peel und 1993 mit dem später Oscar-prämierten Historiendrama Das Piano.
Dreimal in der Vergangenheit konnte sich die Jury nicht auf einen Siegerfilm einigen. Kurzfilmregisseure aus dem deutschsprachigen Film konnten sich in der Vergangenheit nicht gegen die Konkurrenz an ausländischen Filmemachern durchsetzen.
| Jahr  | Filmtitel                                                                         | Regie                                                             | Länge (in min.)                                                   |                      |
| ----- | --------------------------------------------------------------------------------- | ----------------------------------------------------------------- | ----------------------------------------------------------------- | -------------------- |
| 1952* | Het schots is te boord                                                            | Herman van der Horst                                              | 19'                                                               |                      |
| 1953* | Der weiße Hengst (Crin-Blanc)                                                     | Albert Lamorisse                                                  | 47'                                                               |                      |
| 1954  | Preis nicht vergeben                                                              | Preis nicht vergeben                                              | Preis nicht vergeben                                              | Preis nicht vergeben |
| 1955  | Blinkity Blank                                                                    | Norman McLaren                                                    | 5'                                                                |                      |
| 1956  | Der rote Ballon (Le ballon rouge)                                                 | Albert Lamorisse                                                  | 34'                                                               |                      |
| 1957  | Scurtă istorie                                                                    | Ion Popescu-Gopo                                                  | 10'                                                               |                      |
| 1958  | La Seine a rencontré Paris                                                        | Joris Ivens                                                       | 30'                                                               |                      |
| 1958  | La Joconde: Histoire d’une obsession                                              | Henri Gruel                                                       | 20'                                                               |                      |
| 1959  | Schmetterlinge leben hier nicht (Motyli tady Neziji)                              | Miro Bernat                                                       | 14'                                                               |                      |
| 1960  | Le sourire                                                                        | Serge Bourguignon                                                 | 21'                                                               |                      |
| 1961  | La petite cuillère                                                                | Carlos Vilardebó                                                  | 11'                                                               |                      |
| 1962  | La rivière du hibou                                                               | Robert Enrico                                                     | 28'                                                               |                      |
| 1963  | In wechselndem Gefälle (A fleur d’eau)                                            | Alexander J. Seiler                                               | 12'                                                               |                      |
| 1963  | Le haricot                                                                        | Edmond Séchan                                                     | 17'                                                               |                      |
| 1964* | La douceur du village                                                             | François Reichenbach                                              | 47'                                                               |                      |
| 1964* | Le prix de la victoire                                                            | Nobuko Shibuya                                                    | nicht bekannt                                                     |                      |
| 1965* | Nyitány                                                                           | János Vadász                                                      | 9'                                                                |                      |
| 1966* | Skaterdater                                                                       | Noel Black                                                        | 17'                                                               |                      |
| 1967* | Sky Over Holland                                                                  | John Fernhout                                                     | 22'                                                               |                      |
| 1968  | Filmfestspiele aufgrund der Mai-Unruhen abgebrochen                               | Filmfestspiele aufgrund der Mai-Unruhen abgebrochen               | Filmfestspiele aufgrund der Mai-Unruhen abgebrochen               |                      |
| 1969* | Cîntecele Renasterii                                                              | Mirel Ilieșiu                                                     | nicht bekannt                                                     |                      |
| 1970* | The Magic Machines                                                                | Bob Curtis                                                        | nicht bekannt                                                     |                      |
| 1971  | Preis nicht vergeben                                                              | Preis nicht vergeben                                              | Preis nicht vergeben                                              |                      |
| 1972* | Le fusil à lunette                                                                | Jean Chapot                                                       | nicht bekannt                                                     |                      |
| 1973* | Balabok                                                                           | Břetislav Pojar                                                   | 7'                                                                |                      |
| 1974* | Insel (Ostrow / Остров)                                                           | Fjodor Chitruk                                                    | 10'                                                               |                      |
| 1975  | Lautrec                                                                           | Geoff Dunbar                                                      | 6'                                                                |                      |
| 1976  | Metamorphosis                                                                     | Barry Greenwald                                                   | 11'                                                               |                      |
| 1977  | Küzdők                                                                            | Marcell Jankovics                                                 | 3'                                                                |                      |
| 1978  | La traversée de l’Atlantique à la rame                                            | Jean-François Laguionie                                           | 24'                                                               |                      |
| 1979  | Harpya                                                                            | Raoul Servais                                                     | 9'                                                                |                      |
| 1980  | Seaside Woman                                                                     | Oscar Grillo                                                      | 5'                                                                |                      |
| 1981  | Moto perpetuo                                                                     | Béla Vajda                                                        | 8'                                                                |                      |
| 1982  | Merlin ou le cours de l’or                                                        | Arthur Joffé                                                      | 17'                                                               |                      |
| 1983  | Je sais que j’ai tort mais demandez à mes copains ils disent la même chose        | Pierre Levy                                                       | 10'                                                               |                      |
| 1984  | Le cheval de fer                                                                  | Gérald Frydman                                                    | nicht bekannt                                                     |                      |
| 1985  | Jenitba                                                                           | Slav Bakalov Rumen Petkov                                         | nicht bekannt                                                     |                      |
| 1986  | An Exercise in Discipline – Peel                                                  | Jane Campion                                                      | 9'                                                                |                      |
| 1987  | Palisade                                                                          | Laurie McInnes                                                    | nicht bekannt                                                     |                      |
| 1988  | Wykrutassy / Выкрутасы                                                            | Garri Bardin                                                      | 10'                                                               |                      |
| 1989  | 50 ans                                                                            | Gilles Carle                                                      | 3'                                                                |                      |
| 1990  | The Lunch Date                                                                    | Adam Davidson                                                     | 12'                                                               |                      |
| 1991  | Z podniesionymi rękami                                                            | Mitko Panov                                                       | 6'                                                                |                      |
| 1992  | Omnibus                                                                           | Sam Karmann                                                       | 8'                                                                |                      |
| 1993  | Coffee and Cigarettes                                                             | Jim Jarmusch                                                      | 12'                                                               |                      |
| 1994  | El Héroe                                                                          | Carlos Carrera                                                    | 5'                                                                |                      |
| 1995  | Gagarin / Гагарин                                                                 | Alexei Charitidi                                                  | 3'                                                                |                      |
| 1996  | Szél                                                                              | Marcell Iványi                                                    | 6'                                                                |                      |
| 1997  | …Is It the Design on the Wrapper?                                                 | Tessa Sheridan                                                    | 8'                                                                |                      |
| 1998  | L’Interview                                                                       | Xavier Giannoli                                                   | 25'                                                               |                      |
| 1999  | When the Day Breaks                                                               | Amanda Forbis Wendy Tilby                                         | 10'                                                               |                      |
| 2000  | Anino                                                                             | Raymond Red                                                       | 13'                                                               |                      |
| 2001  | Bean Cake                                                                         | David Greenspan                                                   | 12'                                                               |                      |
| 2002  | Eső után                                                                          | Péter Mészáros                                                    | 4'                                                                |                      |
| 2003  | Cracker Bag                                                                       | Glendyn Ivin                                                      | 15'                                                               |                      |
| 2004  | Trafic                                                                            | Cătălin Mitulescu                                                 | 15'                                                               |                      |
| 2005  | Podorozhni                                                                        | Igor Strembitsky                                                  | 10'                                                               |                      |
| 2006  | Sniffer                                                                           | Bobbie Peers                                                      | 10'                                                               |                      |
| 2007  | Ver Llover                                                                        | Elisa Miller                                                      | 14'                                                               |                      |
| 2008  | Megatron                                                                          | Marian Crişan                                                     | 14'                                                               |                      |
| 2009  | Arena                                                                             | João Salaviza                                                     | 15'                                                               |                      |
| 2010  | Chienne d’histoire                                                                | Serge Avédikian                                                   | 15'                                                               |                      |
| 2011  | Cross – Country                                                                   | Maryna Vroda                                                      | 15'                                                               |                      |
| 2012  | Sessiz-Be Deng                                                                    | L. Rezan Yeşilbaş                                                 | 14'                                                               |                      |
| 2013  | Safe                                                                              | Moon Byoung-gon                                                   | 13'                                                               |                      |
| 2014  | Leidi                                                                             | Simón Mesa Soto                                                   | 15'                                                               |                      |
| 2015  | Waves '98                                                                         | Ely Dagher                                                        | 15'                                                               |                      |
| 2016  | Timecode                                                                          | Juanjo Giménez                                                    | 15'                                                               |                      |
| 2017  | 小城二月 (Xiao cheng er yue)                                                      | Qiu Yang                                                          | 15'                                                               |                      |
| 2018  | All these Creatures                                                               | Charles Williams                                                  | 13'                                                               |                      |
| 2019  | Die Entfernung zwischen dem Himmel und uns (The Distance between uns and the Sky) | Vasilis Kekatos                                                   | 9’                                                                |                      |
| 2020  | Filmfestspiele aufgrund der COVID-19-Pandemie nicht veranstaltet.                 | Filmfestspiele aufgrund der COVID-19-Pandemie nicht veranstaltet. | Filmfestspiele aufgrund der COVID-19-Pandemie nicht veranstaltet. |                      |
| 2021  | Tian xia wu ya (All the Crows in the World)                                       | Tang Yi                                                           | 14’                                                               |                      |

* = Von 1946 bis 1954 und von 1964 bis 1974 wurde anstatt der Goldenen Palme der Grand Prix vergeben